# José Avelino Bettencourt

Mons. José Avelino Bettencourt (23. května 1962 Azory) je kanadský římskokatolický kněz pocházející z Portugalska, a vedoucí protokolu Státního sekretariátu.

## Stručný životopis
Narodil se 23. května 1962 na Azorách. Poté se svou rodinou emigrovali do Kanady. Dne 29. června 1993 byl vysvěcen na kněze a byl inkardinován do arcidiecéze Ottawa.
Byl pozván na Papežskou církevní akademii aby vstoupil do diplomatických služeb Svatého stolce. Oficiálně do služeb vsotupil roku 1999. Pracoval na apoštolské nunciatuře v Kongu a ve Státním sekretariátu v Sekci pro vztahy se státy. Roku 2003 mu byl udělen titul Kaplana Jeho Svatosti.
Dne 14. listopadu 2012 jej papež Benedikt XVI. jmenoval vedoucím protokolu Státního sekretariátu.